# Deutsche Kriegsgräberstätte Baltijsk

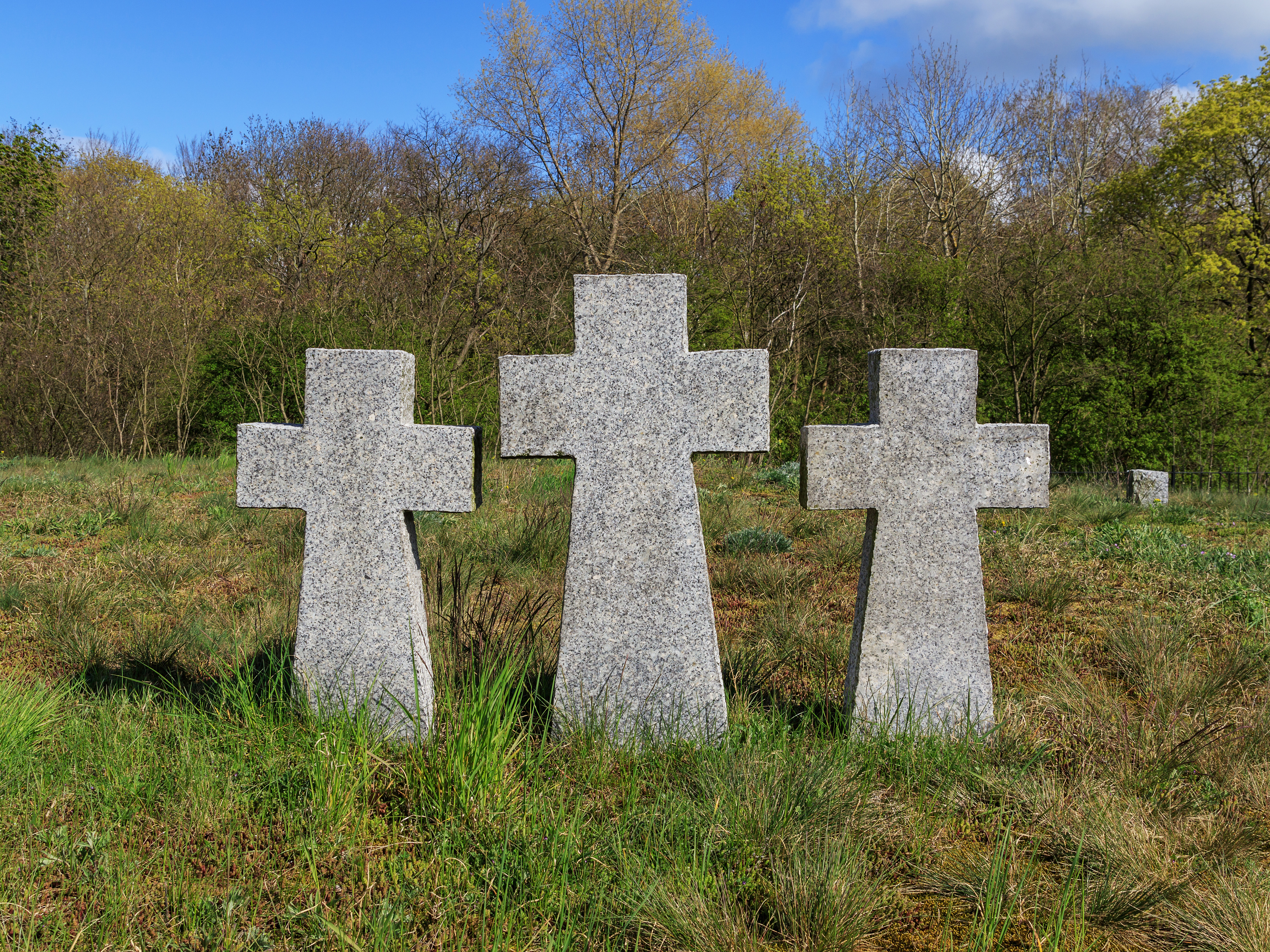
Deutsche Kriegsgräberstätte Baltijsk

Die Deutsche Kriegsgräberstätte Baltijsk, früher Kriegsgräberstätte Nordmole in Pillau in Ostpreußen, war in den letzten Monaten des Zweiten Weltkriegs der Friedhof für 7.452 verstorbene Soldaten und Zivilisten. Seit 1997 wurden aus dem Gebiet der Frischen Nehrung weitere 12.255 Kriegstote auf die Kriegsgräberstätte verlegt. Darunter befinden sich auch 204 Tote vom Untergang der Wilhelm Gustloff.

## Lage
Baltijsk liegt am  Ende der Staatsstraße 193. Wegen des militärischen Sperrgebiets führt der Weg über das Rathaus bis zum Parkplatz Nordermole. Von dort gibt es einen Fußweg durch die Dünen. Der Zugang ist nur mit Hilfe einer Sondergenehmigung möglich, die mindestens eine Woche vorher beantragt werden muss und am Schlagbaum kontrolliert wird.

## Kriegshandlungen
Die Soldaten fielen zwischen Januar und April 1945 im damaligen Samland, als die Rote Armee gegen die Soldaten der Wehrmacht vorrückte. Starke Verluste ergaben sich beim Versuch, Pillau als Fluchthafen zum Westen für Zivilisten und Militär offen zu halten.

## Anlage des Friedhofs

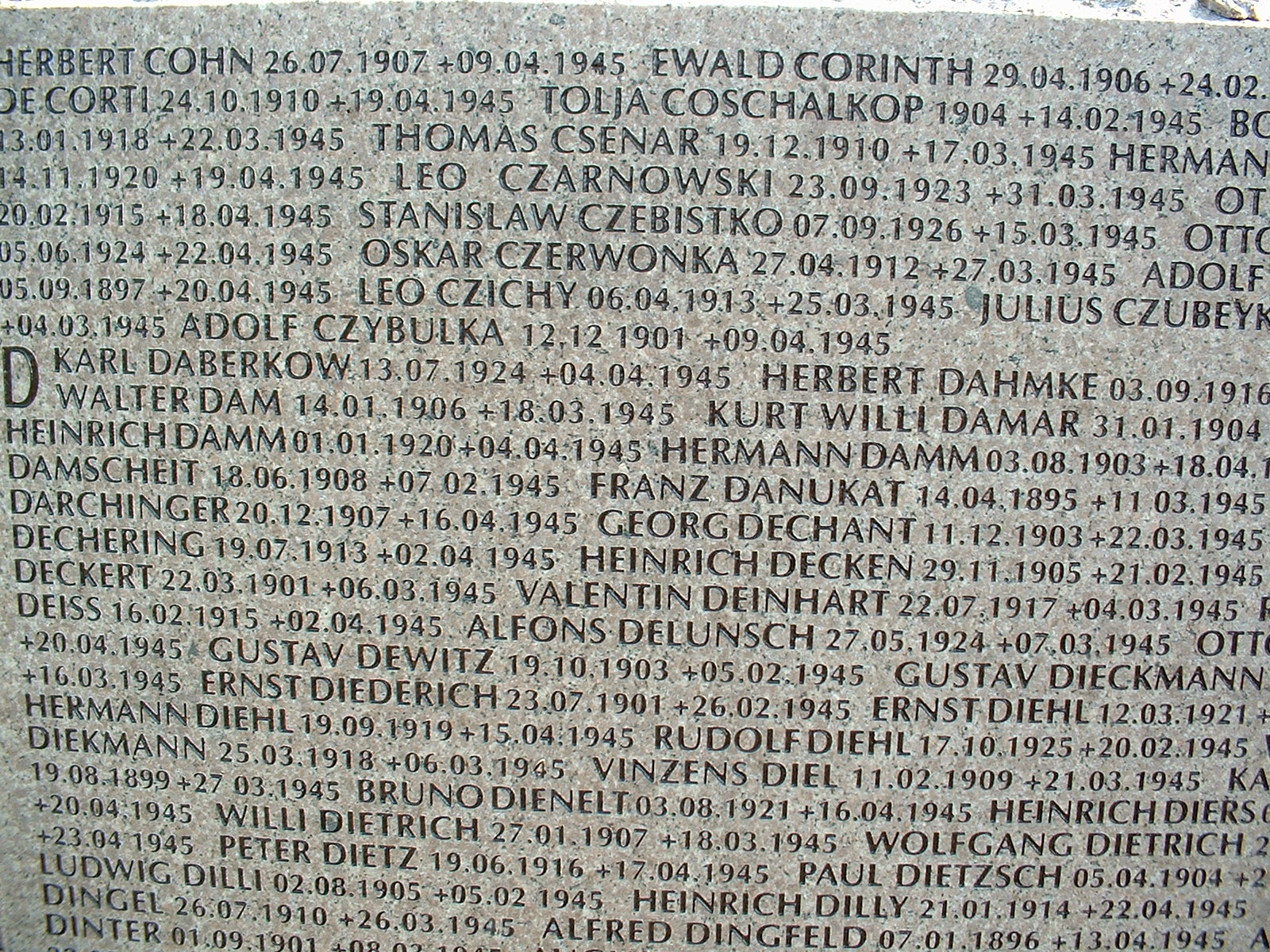
Deutsche Kriegsgräberstätte Baltijsk: Stelen mit Namen der Toten

Im Mittelpunkt des Friedhofs befindet sich Hochkreuze. Der Friedhof liegt in einer bewachsenen Dünenlandschaft. Auf Stelen sind die Namen von 5238 Toten festgehalten. Am 20. August 2000 wurde der Friedhof eingeweiht. Er war bereits Anfang 1945 für zivile Kriegstote und für Soldaten, die bei Verwundetentransporten verstorben waren, angelegt worden. Hier sind auch Österreicher, Polen, Franzosen, Russen, Tschechen, Ungarn, Holländer, Italiener, Rumänen und andere Staatsbürger beigesetzt.